# Coppa Europa di atletica leggera 1970
La terza edizione della Coppa Europa di atletica leggera si svolse nel 1970. Le finali femminili si disputarono a Budapest, in Ungheria, il 22 agosto; quelle maschili a Stoccolma, in Svezia, il 29 e 30 agosto.
Entrambe le competizioni videro la vittoria della Germania Est.

## Formula
Per ciascuna delle due competizioni le squadre finaliste vennero selezionate attraverso tre semifinali a ciascuna delle quali presero parte 6 squadre. Per la gara maschile, che vedeva iscritte 26 nazioni, fu necessario un turno preliminare. Alle sei squadre qualificatesi per la finale maschile si aggiunse la Svezia, ammessa come paese organizzatore.

### Coppa maschile
I tre gironi del turno preliminare si svolsero a Barcellona, Vienna e Reykjavík e videro la qualificazione alle semifinali rispettivamente di: Spagna e Romania, Jugoslavia e Bulgaria, Finlandia e Belgio.
| Pos. | Nazione     | Punti |
| ---- | ----------- | ----- |
| 1    | Spagna      | 64    |
| 2    | Romania     | 50    |
| 3    | Paesi Bassi | 44    |
| 4    | Grecia      | 41    |

| Pos. | Nazione     | Punti |
| ---- | ----------- | ----- |
| 1    | Jugoslavia  | 68    |
| 2    | Bulgaria    | 59    |
| 3    | Austria     | 47    |
| 4    | Lussemburgo | 23    |

| Pos. | Nazione   | Punti |
| ---- | --------- | ----- |
| 1    | Finlandia | 81    |
| 2    | Belgio    | 69    |
| 3    | Danimarca | 60    |
| 4    | Irlanda   | 53    |
| 5    | Islanda   | 37    |

Le semifinali si disputarono il 1° e il 2 di agosto nelle sedi di Helsinki, Zurigo e Sarajevo: le prime due squadre di ciascuna semifinale si qualificarono per la finale. Nella capitale finlandese i primi due posti andarono a Germania Est e Polonia, davanti alla squadra di casa; a Zurigo via libera per Francia e Unione Sovietica, nettamente davanti alla Gran Bretagna; nella terza semifinale, alle spalle della Germania Ovest, l'Italia riuscì ad aggiudicarsi il secondo posto, superando Cecoslovacchia e Ungheria, e ad ottenere per la prima volta l'accesso alla finale.
| Pos. | Nazione      | Punti |
| ---- | ------------ | ----- |
| 1    | Germania Est | 99    |
| 2    | Polonia      | 92    |
| 3    | Finlandia    | 81    |
| 4    | Svezia       | 65    |
| 5    | Norvegia     | 48    |
| 6    | Belgio       | 35    |

| Pos. | Nazione          | Punti |
| ---- | ---------------- | ----- |
| 1    | Francia          | 97    |
| 2    | Unione Sovietica | 97    |
| 3    | Regno Unito      | 68    |
| 4    | Spagna           | 60    |
| 5    | Svizzera         | 55    |
| 6    | Romania          | 42    |

| Pos. | Nazione        | Punti |
| ---- | -------------- | ----- |
| 1    | Germania Ovest | 97    |
| 2    | Italia         | 82,5  |
| 3    | Cecoslovacchia | 76    |
| 4    | Ungheria       | 65,5  |
| 5    | Jugoslavia     | 58    |
| 6    | Bulgaria       | 40    |

La finale di Stoccolma vide per la prima volta il successo della Germania Est che prevalse nettamente sull'Unione Sovietica, vincitrice delle prime due edizioni, e sulla Germania Ovest, superata dall'URSS nel finale.

### Coppa femminile
Le tre semifinali si disputarono nelle sedi di Berlino, Bucarest e Hereford: le prime due squadre di ciascuna semifinale si qualificarono per la finale. Nella capitale tedesca i primi due posti andarono a Germania Est e Gran Bretagna che precedettero Paesi Bassi e Francia; nella capitale rumena a qualificarsi furono URSS e Polonia, davanti alla squadra di casa e all'Italia; nella terza semifinale, alle spalle della Germania Ovest, il secondo posto fu conteso fra Ungheria, Bulgaria e Svezia, che si piazzarono in quest'ordine.
| Pos. | Nazione      | Punti |
| ---- | ------------ | ----- |
| 1    | Germania Est | 84    |
| 2    | Regno Unito  | 73    |
| 3    | Paesi Bassi  | 58    |
| 4    | Francia      | 55    |
| 5    | Danimarca    | 34    |
| 6    | Finlandia    | 32    |
| 7    | Norvegia     | 28    |

| Pos. | Nazione          | Punti |
| ---- | ---------------- | ----- |
| 1    | Unione Sovietica | 79    |
| 2    | Polonia          | 71    |
| 3    | Romania          | 66    |
| 4    | Italia           | 47    |
| 5    | Cecoslovacchia   | 38    |
| 6    | Svizzera         | 35    |
| 7    | Austria          | 28    |

| Pos. | Nazione        | Punti |
| ---- | -------------- | ----- |
| 1    | Germania Ovest | 74    |
| 2    | Ungheria       | 52    |
| 3    | Bulgaria       | 48    |
| 4    | Svezia         | 46    |
| 5    | Jugoslavia     | 32    |
| 6    | Belgio         | 21    |

La finale di Budapest vide per la prima volta il successo della Germania Est che prevalse sulla Germania Ovest. Solo terze, nettamente staccate, le sovietiche, vincitrici delle prime due edizioni della coppa.

## Classifiche finali
| Pos. | Nazione          | Punti |
| ---- | ---------------- | ----- |
| 1    | Germania Est     | 102   |
| 2    | Unione Sovietica | 92,5  |
| 3    | Germania Ovest   | 91    |
| 4    | Polonia          | 82    |
| 5    | Francia          | 77,5  |
| 6    | Svezia           | 68    |
| 7    | Italia           | 47    |

| Pos. | Nazione          | Punti |
| ---- | ---------------- | ----- |
| 1    | Germania Est     | 70    |
| 2    | Germania Ovest   | 63    |
| 3    | Unione Sovietica | 43    |
| 4    | Polonia          | 33    |
| 5    | Regno Unito      | 32    |
| 5    | Ungheria         | 32    |

## Risultati individuali

### Uomini
| Specialità | Oro                 | Prestazione | Argento                       | Prestazione | Bronzo               | Prestazione |
| 100 metri | Zenon Nowosz        | 10"4        | Siegfried Schenke             | 10"5        | Gerhard Wucherer     | 10"5        |
| 200 metri | Siegfried Schenke   | 20"7w       | Jochen Eigenherr              | 20"9w       | Zenon Nowosz         | 21"0w       |
| 400 metri | Jan Werner          | 45"9        | Jean-Claude Nallet            | 46"3        | Boris Savchuk        | 46"7        |
| 800 metri | Jevhen Aržanov      | 1'47"8      | Franz-Josef Kemper            | 1'48"6      | Andrzej Kupczyk      | 1'48"7      |
| 1 500 metri | Franco Arese        | 3'42"3      | Henryk Szordykowski           | 3'42"5      | Jean Wadoux          | 3'42"6      |
| 5 000 metri | Harald Norpoth      | 14'25"4     | Gerd Eisenberg                | 14'25"6     | Rashid Sharafetdinov | 14'25"8     |
| 10 000 metri | Jürgen Haase        | 28'26"8     | Nikolay Sviridov              | 28'29"2     | Manfred Letzerich    | 28'40"0     |
| 3 000 metri siepi | Vladimir Dudin      | 8'31"6      | Ulrich Holbeck                | 8'36"0      | Kazimierz Maranda    | 8'38"0      |
| 110 metri ostacoli | Guy Drut            | 13"7        | Bo Forssander                 | 14"0        | Günther Nickel       | 14"0        |
| 400 metri ostacoli | Jean-Claude Nallet  | 50"1        | Werner Reibert                | 51"0        | Dmitriy Stukalov     | 51"2        |
| 4×100 metri | Germania Est        | 39"4        | Polonia                       | 39"5        | Germania Ovest       | 39"6        |
| 4×400 metri | Polonia             | 3'05"1      | Unione Sovietica              | 3'06"3      | Germania Est         | 3'07"1      |
| Salto in alto | Kenneth Lundmark    | 2,15        | Valentin Gavrilov Gérard Lamy | 2,13        |                      |             |
| Salto con l'asta | Wolfgang Nordwig    | 5,35        | Renato Dionisi                | 5,20        | François Tracanelli  | 5,15        |
| Salto in lungo | Jack Pani           | 8,09        | Klaus Beer                    | 8,07        | Josef Schwarz        | 7,99        |
| Salto triplo | Jörg Drehmel        | 17,13       | Viktor Saneev                 | 17,01       | Józef Schmidt        | 16,65       |
| Getto del peso | Hartmut Briesenick  | 20,55       | Heinfried Birlenbach          | 19,54       | Pierre Colnard       | 19,44       |
| Lancio del disco | Ricky Bruch         | 64,86       | Hein-Direck Neu               | 61,40       | Vladimir Lyakhov     | 59,26       |
| Lancio del martello | Anatoliy Bondarchuk | 70,46       | Uwe Beyer                     | 69,46       | Reinhard Theimer     | 69,32       |
| Lancio del giavellotto | Władysław Nikiciuk  | 82,46       | Jānis Lūsis                   | 81,74       | Klaus Wolfermann     | 80,90       |
| record mondiale; record mondiale stagionale; record europeo; record europeo stagionale; record dei campionati; record nazionale; record personale; record personale stagionale. |                     |             |                               |             |                      |             |

### Donne
| Specialità | Oro             | Prestazione | Argento             | Prestazione | Bronzo            | Prestazione |
| 100 metri | Ingrid Mickler  | 11"3        | Renate Meissner     | 11"4        | Györgyi Balogh    | 11"6        |
| 200 metri | Renate Meissner | 23"1        | Ingrid Mickler      | 23"3        | Györgyi Balogh    | 23"3        |
| 400 metri | Helga Fischer   | 53"2        | Christel Frese      | 54"1        | Vera Popkova      | 54"0        |
| 800 metri | Hildegard Janze | 2'04"9      | Sheila Carey        | 2'05"3      | Barbara Wieck     | 2'05"4      |
| 1 500 metri | Ellen Tittel    | 4'16"3      | Gunhild Hoffmeister | 4'16"5      | Ljudmila Bragina  | 4'17"2      |
| 100 metri ostacoli | Karin Balzer    | 13"1        | Teresa Sukniewicz   | 13"2        | Margit Bach       | 13"7        |
| 4×100 metri | Germania Ovest  | 43"9        | Germania Est        | 44"5        | Ungheria          | 44"8        |
| 4×400 metri | Germania Est    | 3'37"0      | Germania Ovest      | 3'37"2      | Regno Unito       | 3'37"8      |
| Salto in alto | Rita Schmidt    | 1,84        | Antonina Lazareva   | 1,84        | Karen Mack        | 1,76        |
| Salto in lungo | Heide Rosendahl | 6,80        | Ann Wilson          | 6,57w       | Margrit Herbst    | 6,44        |
| Getto del peso | Nadežda Čižova  | 19,42       | Hannelore Friedel   | 18,01       | Ludwika Chewińska | 17,01       |
| Lancio del disco | Karin Illgen    | 61,60       | Liesel Westermann   | 61,44       | Tamara Danilova   | 57,84       |
| Lancio del giavellotto | Ruth Fuchs      | 60,60       | Daniela Jaworska    | 55,90       | Marite Saulite    | 54,52       |
| record mondiale; record mondiale stagionale; record europeo; record europeo stagionale; record dei campionati; record nazionale; record personale; record personale stagionale. |                 |             |                     |             |                   |             |